# 非農就業人口

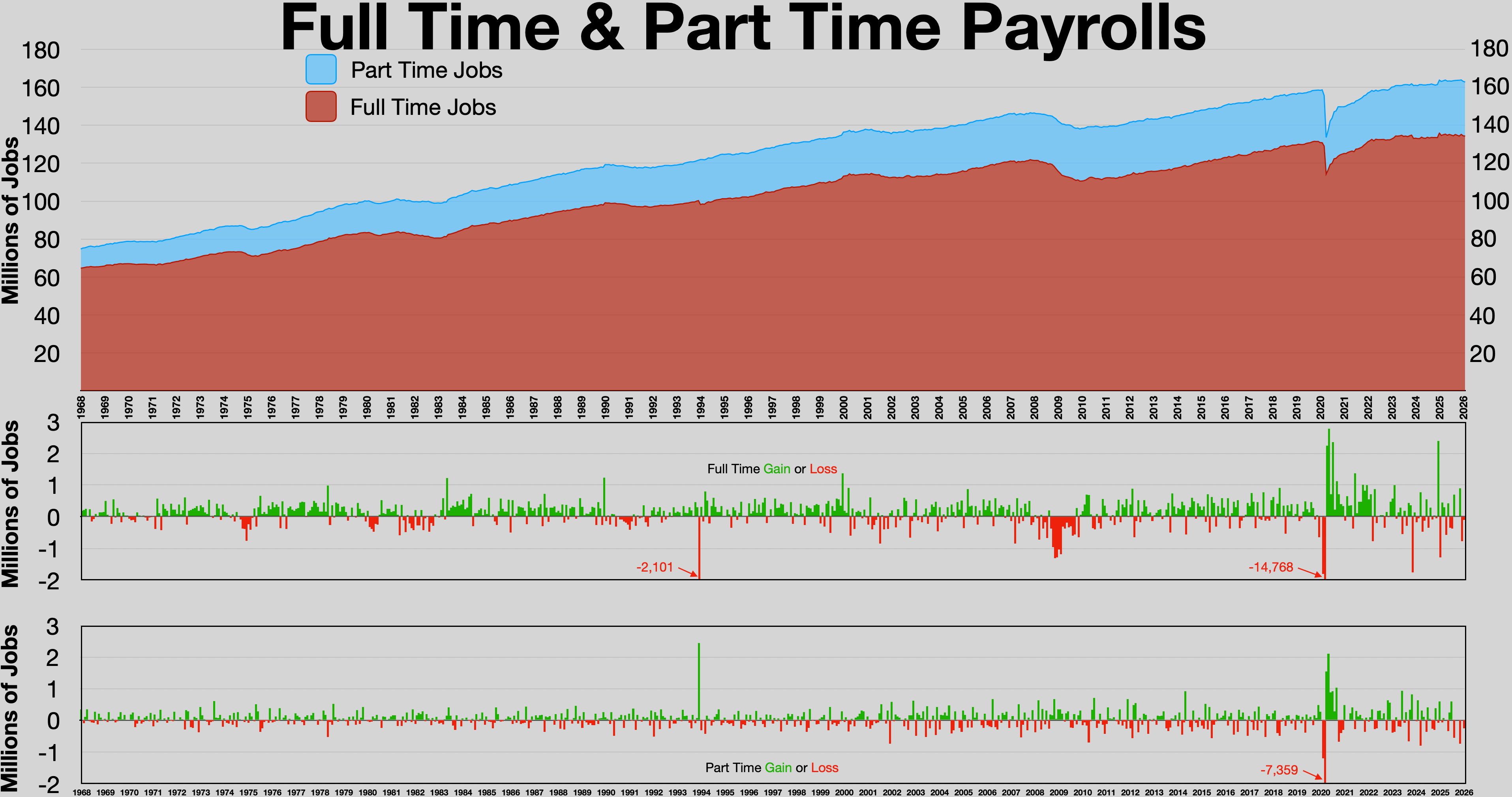
全職和兼職工作人口
兼職工作
全職工作

非農就業人口（英語：Nonfarm payroll employment），即非農業部門雇用者數，用於衡量美國非農業部門的就業狀況。非農就業人口是一個重要的統計數據和經濟指標，由美國勞工部勞動統計局（BLS）每月與失業率同時於同一份就業報告中發布，作為勞動力市場狀況綜合報告的一部分。
非農業部門是指美國的貨物、建築和製造業公司的總稱。大約有 80% 的勞動力屬於非農就業人口，其中不包括農場工人、私人家庭僱員、現役軍人或非營利組織僱員。每月對大約 131,000 家企業和政府機構進行調查，這些機構約有 670,000 個工作場所。 
受非農就業人口 (NFP) 數據影響最大的金融資產包括美元、股票與黃金。市場對該數據反應非常迅速，而且大多數時候在 NFP 數據發布前後波動相當大。短期市場走勢表明，在 NFP 數據與美元強弱之間存在非常強的相關性。歷史價格走勢數據顯示，NFP 數據與美元指數之間存在較小的負相關性。
美國勞工統計局在參考週結束後的第三個星期五，紐約東部時間上午 8:30 發布初步數據，通常這個日期發生在每月的第一個星期五。非農就業人口包含在每月就業狀況或非正式職位報告中。

## 經濟面的解讀
一般來說，就業人數增加意味著企業正在招聘，也意味著它們正在成長，並且新就業的人有錢可以消費在商品與服務上，這進一步推動了成長。就業人數減少的情況正好相反。同時，強健的勞動力市場可能意味著經濟正在迅速擴張，這可能會導致通貨膨脹壓力，特別是以更高的工資形式。如果就業人數強勁，聯邦儲備委員會官員可能會考慮提高關鍵利率作為控制通貨膨脹的措施。

## 金融市場的解讀
美國就業數據顯示，整個 2011 年經濟持續疲軟。由於美國聯邦準備理事會將貨幣政策與經濟表現（例如量化寬鬆的規模）聯繫起來，就業市場已成為投資者和市場參與者的重點關注領域。出於這個原因，在這種環境下，市場對重要的 NFP 發布特別敏感。

## 資料來源
1. ↑  Diongson, Dominic. . TheStreet. 2022-10-06  [2023-07-31]. （原始内容存档于2023-07-31） （美国英语）.